# Aratinga holochlora
Aratinga holochlora е вид птица от семейство Папагалови (Psittacidae).

## Разпространение
Видът е разпространен в Гватемала, Мексико, Никарагуа, Салвадор и Хондурас.